# Atlético Corrales Asunción
Club Atlético Corrales – paragwajski klub piłkarski z siedzibą w mieście Asunción.

## Sukcesy
- Mistrz drugiej ligi: 1929

## Historia
Klub założony został w 1919 roku przez pracowników firmy Compañia Americana de Luz y Tracción (w skrócie CALT), i taką też otrzymał nazwę. Firma zajmująca się dystrybucją energii elektrycznej oraz przewozami tramwajowymi w Paragwaju, finansowała nowy klub, który wkrótce zaczął występować w niższych klasach rozgrywkowych.
Klub CALT w 1929 wygrał drugą ligę i awansował do pierwszej ligi paragwajskiej. W mistrzostwach Paragwaju w 1930 roku CALT zajął 11. miejsce. Sezon w 1931 roku był ostatnim, w którym najwyższa liga paragwajska była ligą amatorską.
Z powodu Wojny o Chaco w 1932 roku mistrzostw Paragwaju nie rozegrano. Zamiast tego rozegrano turniej o nazwie Torneo pro Hospital del Chaco, w którym CALT zajął 3. miejsce. Następna edycja pierwszej ligi paragwajskiej została rozegrana dopiero po 3 latach – była to pierwsza edycja ligi zawodowej. W pierwszej edycji ligi zawodowej w 1935 roku CALT zajął 6. miejsce. Po zakończeniu sezonu klub CALT zmuszony został do zmiany nazwy w związku z zakazem reklamowania prywatnych firm. Od następnego sezonu klub występował po nową nazwą Atlético Corrales. W sezonie w 1936 roku klub zajął w lidze 10. miejsce, za to w 1937 4. miejsce. W 1938 roku Atlético Corrales zajął 6. miejsce. Atlético Corrales otrzymał zwolnienie z rozgrywek w związku ze swoim tournée po obu Amerykach trwającym od 4 kwietnia 1939 roku do 19 kwietnia 1940 roku. Przed podróżą klub wzmocniło 4 piłkarzy – dwóch Argentyńczyków, Lino Taioli i Alejandro Mariscotti, Luis de la Fuente z Meksyku i Ernesto Cevallos (“Cuchucho”) z Ekwadoru.
Podczas swojej podróży klub odwiedził 11 państw i rozegrał 53 mecze w Argentynie (Mendoza), w Chile (Valparaiso i Santiago), na Kubie (Hawana), w Meksyku (Meksyk i Cuernavaca, gdzie m.in. zremisował 4:4 z reprezentacją Basków, która opuściła Hiszpanię ze względu na toczącą się tam wojnę domową), w Salwadorze (San Salvador), w Kostaryce (San José), w Kolumbii (Barranquilla, Cali, Bogotá, Antioquía), na Antylach Holenderskich (Curaçao, przeważnie w Willemstad), w Surinamie (Paramaribo), w Wenezueli (Caracas, La Guaira) oraz w Ekwadorze (Quito). Na 53 rozegrane mecze Atlético Corrales wygrał 30, 9 zremisował i 14 przegrał. Klub zdobył 159 goli i stracił 121 goli. Najlepszym strzelcem klubu podczas tournée był Alberto Casco, który zdobył ponad 40 bramek.
W sezonie 1940 roku Atlético Corrales zajął w lidze 7. miejsce, a w sezonie 1941 roku klub zajął ostatnie, 11. miejsce, i spadł z pierwszej ligi, do której już nigdy nie powrócił.
W 1949 roku rząd znacjonalizował usługi związane z energią elektryczną, co sprawiło, że firma CALT zakończyła swą działalność. Koniec firmy oznaczał koniec dla finansowanego przez nią klubu Atlético Corrales.

## Piłkarze
- Alejandro Mariscotti
- Lino Taioli
- Ernesto Cevallos (“Cuchucho”)
- Luis de la Fuente
- Avelino Acosta
- Alcibiades Laguardia